# Río San Lorenzo (Argentina)
El río San Lorenzo es un curso de agua de la provincia de Salta, Argentina. Nace en el faldeo oriental del Cordón de Lesser y desemboca en el río Arias, del cual es su afluente más importante con excepción del río Arenales. Durante su recorrido forma la Quebrada de San Lorenzo, importante atractivo turístico, y atraviesa la localidad de Villa San Lorenzo.

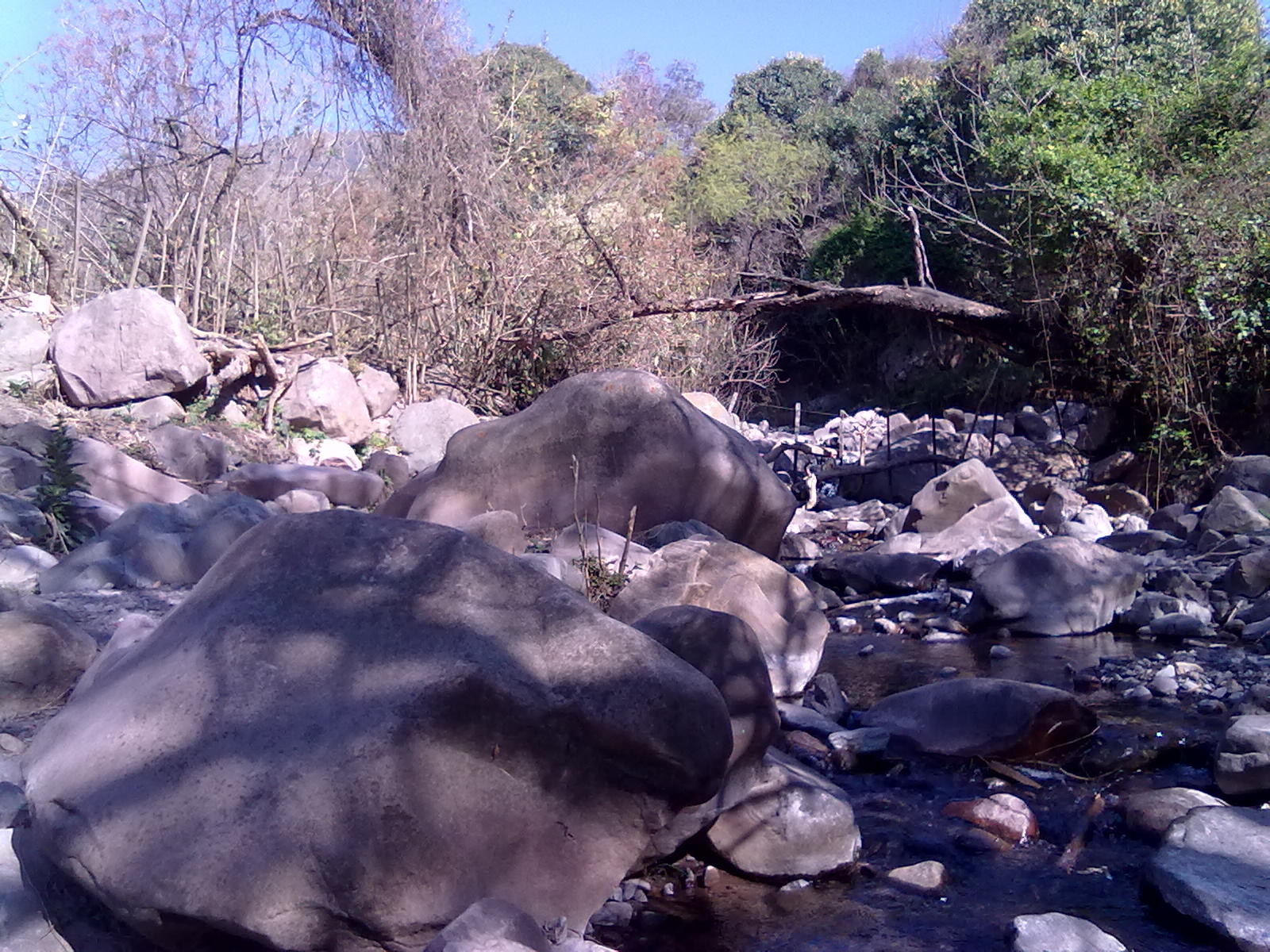
Río San Lorenzo.